# Tyrone (borough)
Tyrone  è una borough degli Stati Uniti d'America, nella contea di Blair nello Stato della Pennsylvania. Secondo il censimento del 2000 la popolazione è di 5.528 abitanti.

## Società

### Evoluzione demografica
La composizione etnica vede una maggioranza di quella bianca (98,86%), seguita dagli afroamericani (1,00%) dati del 2000.
| borough di Tyrone Popolazione |       |
| 2000                          | 5.528 |
| Stima al 2009                 | 5.219 |